# Holcocerina
Holcocerina is een geslacht van vlinders van de familie spaandermotten (Blastobasidae).

## Soorten
- H. confluentella (Dietz, 1910)
- H. immaculella (McDunnough, 1930)
- H. simplicis McDunnough, 1961
- H. simuloides McDunnough, 1961